# 世界一賢い子供、ジミー・コリガン
『世界一賢い子供、ジミー・コリガン』（せかいいちかしこいこどもジミー・コリガン、Jimmy Corrigan, the Smartest Kid on Earth）は、2000年に出版されたクリス・ウェアによる有名なグラフィックノベルである。感謝祭の週末に自分の父親と初めて顔を合わせる事になった弱気で孤独な三十代後半の男性ジミー・コリガンを描いたこの物語は、まずウェア自身の出版するコミック・ブック『アクメ・ノベルティ・ライブラリー』誌で連載された。（また、それ以前にはシカゴの週刊『ニュー・シティ』誌でも連載されていた）。ジミーは口やかましい母親を持つ不器用で陰気な人物であり、その社会生活は非常に限られたものである。ジミーは活発な想像力によって自分の不幸を忘れようと試みるが、それはしばしば彼を気まずい状況に陥れる。
日本では「Jimmy Corrigan 日本語版」として「PRESSPOP GALLERY」から3分冊で翻訳刊行されると予告され、2007年4月に第1巻が、2010年6月に第2巻・第3巻が刊行された。　

## 内容
この物語では不満感と疎外感、特に家庭内におけるそれらの感覚がテーマとして扱われている。物語の要素は自伝的なもののようであり、特にジミーの父親との疎遠な関係についての一節はそのように見える（ウェアは自分の父親と成人期にこの本に取りくんでいた時期の一度しか会ったことがなく、また自分の父のユーモアや親しみの表現は、本書で描いたジミーの父親のそれと似たものだったと述べている）。しかしながら、本書をウェアの私生活の直接的な告白として読むべきではない。1893年のシカゴ万国博覧会を舞台としたかなりの量の挿話など、本書には多くのフラッシュバック場面もまた含まれている（なお、本書で描かれるもっとも古い時代の場面は、ジミーの曽祖父が右手の指を失った、南北戦争のシャイローの戦いである）。1893年の章では、母親も兄弟もいない孤独な少年であったジミーの祖父（彼の容貌・性格はジミーとそっくりである）と、彼の口汚く冷淡な父親（ジミーの曾祖父）とのぎこちない関係が描かれる。微かにではあるが、最終的に過去と現在の幾つかの要素が交錯することにより、本書はコリガン一族の年代記であると見なすことも出来る。ジミーもジミーの祖父も、自身の過酷な現実から逃れるために、盛んに、エロティックなモチーフを含む現実離れをした夢想を起こすが、それらの「夢の場面」も物語内の現実との境界がなく、ほとんど同じトーンで描かれている。
ウェアのほかの作品同様に、本書にはシンボリズムと視覚的なストーリーテリングに重きが置かれており、漫画という媒体の持つ可能性が模索され、かつ提示されている。多くのページが文章を欠いており、幾つかのページでは複雑なイコン的図画が含まれている。『ジミー・コリガン』中の特筆すべきライトモチーフとしては、ロボット、桃、ミニチュアの馬、そしてひびの入ったスーパー・マン（Super-man、スーパーマンのパロディ）のフィギュアがある。

## キャラクター
このグラフィックノベルに加えて、ウェアの他のコミック・ストリップでも、ジミー・コリガンのキャラクターは、ある時は架空の天才少年として、ある時は大人として登場する。実際に、コリガンはウェアの初期作品では天才少年キャラクターとして登場していたが、ウェアがコリガンを描き続けるにつれ、後の陰気な成人であるコリガンが頻繁に登場するようになり、天才少年としてのコリガンの登場は減っていった。
時おり表れる、片親に育てられる孤独な子供としてのジミーが登場するより現実的な回想場面は、このジミーこそが「本当の」ジミーの子供時代であり、「世界一賢い子供」としての活躍は、ジミーの妄想に過ぎないことを示唆している。もっともジミーはジミーであり、彼の妄想ですら悲惨な結果に終わることがある。
初期の『アクメ・コミック・ライブリー』掲載作品は、このグラフィックノベルの全体構成を複雑なものとしている。ある者は、『ジミー・コリガン』が『アクメ・ノベルティ・ライブラリー』誌で、『ビッグ・テックス』や『ロケット・サム』、『ネズミのクインビー』のようなウェアの他の陰鬱かつシュルレアリスティックなキャラクターが登場する漫画と共に連載されたことから、これらのキャラクターもジミーの妄想の人生の一部であると主張している。別の者はこれらの作品は、ダーク・ユーモアによりノスタルジアや懐古趣味を修正することに興味を抱いていたウェアが、ジミーというキャラクターに設けた外典であると主張している。

## 賞歴
『ジミー・コリガン』は評論家により賞賛された作品であり、以下の章を受賞している。
- 米国図書賞（American Book Award）
- ガーディアン賞（ガーディアン紙によれば、イギリスにおいて初めて著名な文学賞を受賞したグラフィックノベルである）
- ハーベイ賞 Special Award for Excellence in Presentation 部門および Best Graphic Album of Previously Published Work 部門
- アイズナー賞 Best Publication Design 部門および Best Graphic Album: Reprint 部門
- アングレーム国際漫画祭においてベスト・コミック・ブック賞
- バンド・デシネ評論家ジャーナリスト協会よりプリ・ド・ラ・クリティック（評論賞）

また、ニューヨーカー誌2005年10月17日号の記事では、『世界一賢い子供、ジミー・コリガン』を「漫画というメディアの最初の正式な代表作(the first formal masterpiece of medium)」として紹介している。